# المدرسة الطازية
المدرسة الطازية المعروفة أيضًا بالمدرسة الطازجية أو التعزية تُعدّ من المعالم التاريخية البارزة في مدينة القدس وتُجسّد روعة العمارة الإسلامية في العصر المملوكي.

## الموقع والإنشاء
تقع المدرسة الطازية في الجهة الشمالية من طريق باب السلسلة مقابل المكتبة الخالدية بالقرب من باب السلسلة في البلدة القديمة بالقدس. أنشأها الأمير سيف الدين طاز بن قطفاج في عام 763 هـ/1362 م وكان من خواص الملك الناصر محمد ثم تولّى مناصب عليا في مصر قبل أن ينتقل إلى القدس ويؤسس هذه المدرسة.

## التخطيط المعماري
تتميّز المدرسة بتصميمها المعماري الفريد حيث بُنيت على شكل حرف "أل" مما يشير إلى تأثّرها بالمباني المجاورة. تتكوّن من ثلاث غرف ومدخل رئيسي ودرج يؤدي إلى غرفتين في الطابق العلوي. أما الطابق السفلي فيحتوي على دهليز يؤدي إلى قاعتين معقودتين تمتدّ إحداهما نحو الشمال والأخرى نحو الغرب. رغم تدمير الجزء العلوي من المدرسة إلا أن النقوش على واجهتها ما زالت شاهدة على تاريخها العريق.

## التاريخ

### الوظيفة التعليمية
كانت المدرسة الطازية مركزًا تعليميًا هامًا في القدس خلال العصر المملوكي حيث أشارت سجلات المحكمة الشرعية إلى وجود عشرة موظفين يعملون فيها مما يدلّ على نشاطها التعليمي والإداري.

### الأوقاف المرتبطة
ارتبطت المدرسة الطازية بأوقاف متعددة منها جامع الجوكندار في صفد الذي كان جزءًا من أوقاف المدرسة منذ تأسيسها في عام 763 هـ. هذا الارتباط يعكس الدور الواسع للمدرسة في دعم المؤسسات الدينية والتعليمية في المنطقة.

### الجوار المعماري
تحيط بالمدرسة الطازية معالم معمارية أخرى من العصر المملوكي مثل التربة الكيلانية وتربة بركة خان مما يبرز الطابع المملوكي للمنطقة وأهميتها التاريخية.

### الحالة الراهنة
رغم مرور القرون لا تزال المدرسة الطازية قائمة وتُعدّ شاهدًا على تاريخ القدس العريق. إلا أن الجزء العلوي منها تعرّض للهدم مما يجعل من الصعب تحديد تفاصيله المعمارية الأصلية.

### التوثيق التاريخي
ذُكرت المدرسة الطازية في كتاب "الأنس الجليل بتاريخ القدس والخليل" لمجير الدين الحنبلي حيث أشار إلى موقعها بالقرب من باب السلسلة وذكر أن الأمير طاز وقفها في عام 763 هـ.

### الأهمية الثقافية
تُعتبر المدرسة الطازية من أبرز المعالم الثقافية في القدس حيث تعكس تطوّر التعليم والعمارة الإسلامية في العصر المملوكي وتُعدّ جزءًا من التراث التاريخي للمدينة.

### التحديات الحالية
تواجه المدرسة الطازية تحديات متعددة منها الإهمال والتعديات مما يهدّد بقاءها كمعلم تاريخي. تتطلّب هذه التحديات جهودًا للحفاظ على هذا الإرث الثقافي.